# 25-я истребительная авиационная дивизия
 25-я истреби́тельная авиацио́нная диви́зия  — авиационное воинское соединение истребительной авиации Вооружённых сил СССР в Великой Отечественной войне.

## Формирование дивизии
25-я истребительная авиационная дивизия сформирована 23 ноября 1941 года путём преобразования из 25-й смешанной авиационной дивизии.

## Расформирование дивизии
25-я истребительная авиационная дивизия 15 апреля 1942 года расформирована.

## В действующей армии
В составе действующей армии:
- с 23 ноября 1941 года по 15 апреля 1942 года

## Состав дивизии
| Части                                 | Период                  |
| ------------------------------------- | ----------------------- |
| 25-й истребительный авиационный полк  | 23.11.1941 — 25.01.1942 |
| 36-й истребительный авиационный полк  | 22.10.1941 — 23.11.1941 |
| 133-й истребительный авиационный полк | 23.11.1941 — 15.04.1942 |
| 265-й истребительный авиационный полк | 23.11.1941 — 15.04.1942 |
| 267-й истребительный авиационный полк | 15.03.1941 — 15.07.1941 |
| 270-й истребительный авиационный полк | 23.11.1941 — 15.04.1942 |
| 482-й истребительный авиационный полк | 08.01.1941 — 15.04.1942 |
| 743-й истребительный авиационный полк | 31.03.1942 — 15.04.1942 |

## В составе соединений и объединений
| Дата            | Фронт (округ)      | Армия      | Корпус         | Примечания     |
| --------------- | ------------------ | ---------- | -------------- | -------------- |
| 23.08.1941 года | Закавказский фронт | ВВС фронта | -              | -              |
| 01.10.1941 года | Закавказский фронт | 46-я армия | ВВС 46-й армии | -              |
| 30.12.1941 года | Закавказский фронт | 44-я армия | ВВС 44-й армии | -              |
| 28.01.1942 года | Крымский фронт     | ВВС фронта |                | -              |
| 15.04.1942 года | Крымский фронт     | ВВС фронта |                | расформирована |

## Командиры дивизии
| Звание    | Имя                       | Период                  | Примечание |
| --------- | ------------------------- | ----------------------- | ---------- |
| майор     | Иванов Иван Иванович      | 08.1941                 |            |
| полковник | Шалимов Виктор Михайлович | 23.11.1941 — 19.12.1942 |            |

## Участие в операциях и битвах
- Керченско-Феодосийская десантная операция — с 25 декабря 1941 года по 2 января 1942 года
- Оборона Севастополя — с 28 января 1942 года по 15 апреля 1942 года.